# Hamskifte
Hamskifte i biologi, betyder (også kendt som Afkastning, fælde, eller for nogle arter, ecdysis) den måde, hvorpå et dyr rutinemæssig kaster en del af sin krop (ofte, men ikke altid et ydre lag eller belægning ), enten på bestemte tidspunkter af året, eller på bestemte punkter i sin livscyklus.
Hamskifte kan omfatte epidermis (huden), pelage (hår, pels, uld), eller andre eksterne lag. Hos nogle arter, kan andre kropsdele smides, for eksempel, vinger hos nogle insekter.
Som eksempler kan nævnes gamle fjer hos fugle, gamle hår hos pattedyr (især hunde og andre dyr af hundefamilien), gamle hud hos krybdyr, og hele exoskelet hos leddyr.
Udtrykket bruges også nedsættende og i overført betydning om et holdningsskift hos en person.